# Pollaplonyx rozneri
Pollaplonyx rozneri är en skalbaggsart som beskrevs av Keith 2008. Pollaplonyx rozneri ingår i släktet Pollaplonyx och familjen Melolonthidae. Inga underarter finns listade i Catalogue of Life.